# Sinagoga de Berdiansk
La sinagoga de Berdiansk (en ucraniano: Єврейська синагога міста Бердянськ побудована) es un antiguo edificio religioso judío situado en Berdiansk, óblast de Zaporiyia (Ucrania).  

## Historia
La sinagoga judía de la ciudad de Berdyansk fue construida en 1850 según algunas fuentes (quizás en 1857 según otras). En realidad en origen se construyeron dos sinagogas, diseñadas por Banbolesi y pagadas por Isaak Ostrovsky y Oleksandr Bujshtab. 

No se ha utilizado para el propósito religioso desde 1930, cuando el edificio albergó el club de cooperación industrial, más tarde el aeroclub. La mayor de las sinagogas fue destruida durante la Segunda Guerra Mundial, y en su lugar se construyó un dormitorio para mujeres. Sin embargo, la más pequeña de ellas si sobrevivió a la guerra.

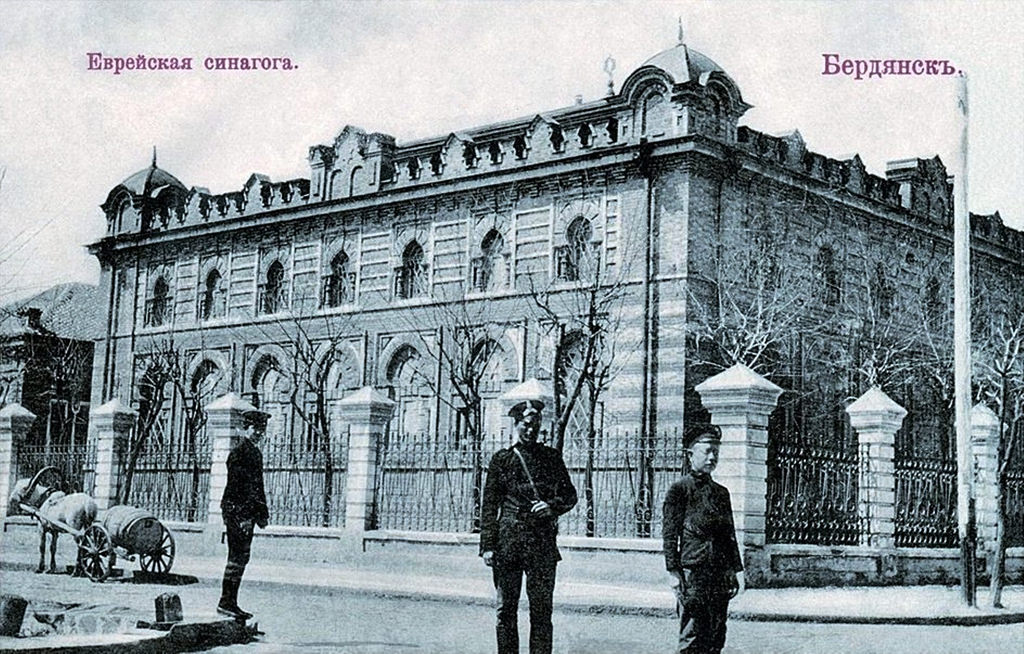
Sinagoga de Berdiansk en 1917